# Dischistus amabilis
Dischistus amabilis är en tvåvingeart som först beskrevs av Wulp 1881.  Dischistus amabilis ingår i släktet Dischistus och familjen svävflugor. Inga underarter finns listade i Catalogue of Life.